# Floribundaria torquata
Floribundaria torquata är en bladmossart som beskrevs av Wang Chung K'uei och Lin Shan-hsiung 1975. Floribundaria torquata ingår i släktet Floribundaria och familjen Meteoriaceae. Inga underarter finns listade i Catalogue of Life.